# Noakhali
Noakhali este un oraș din Bangladesh.